# فرنس فیبه
فرنس فیبه (دانمارکی: Frands Faber; ۲۲ آوریل ۱۸۹۷ – ۲۳ ژوئن ۱۹۳۳) بازیکن هاکی روی چمن اهل دانمارک بود.